# 北条古墳
北条古墳（ほうじょうこふん/ほくじょうこふん）は、兵庫県丹波篠山市細工所にある古墳。形状は方墳。兵庫県指定史跡に指定されている。

## 概要

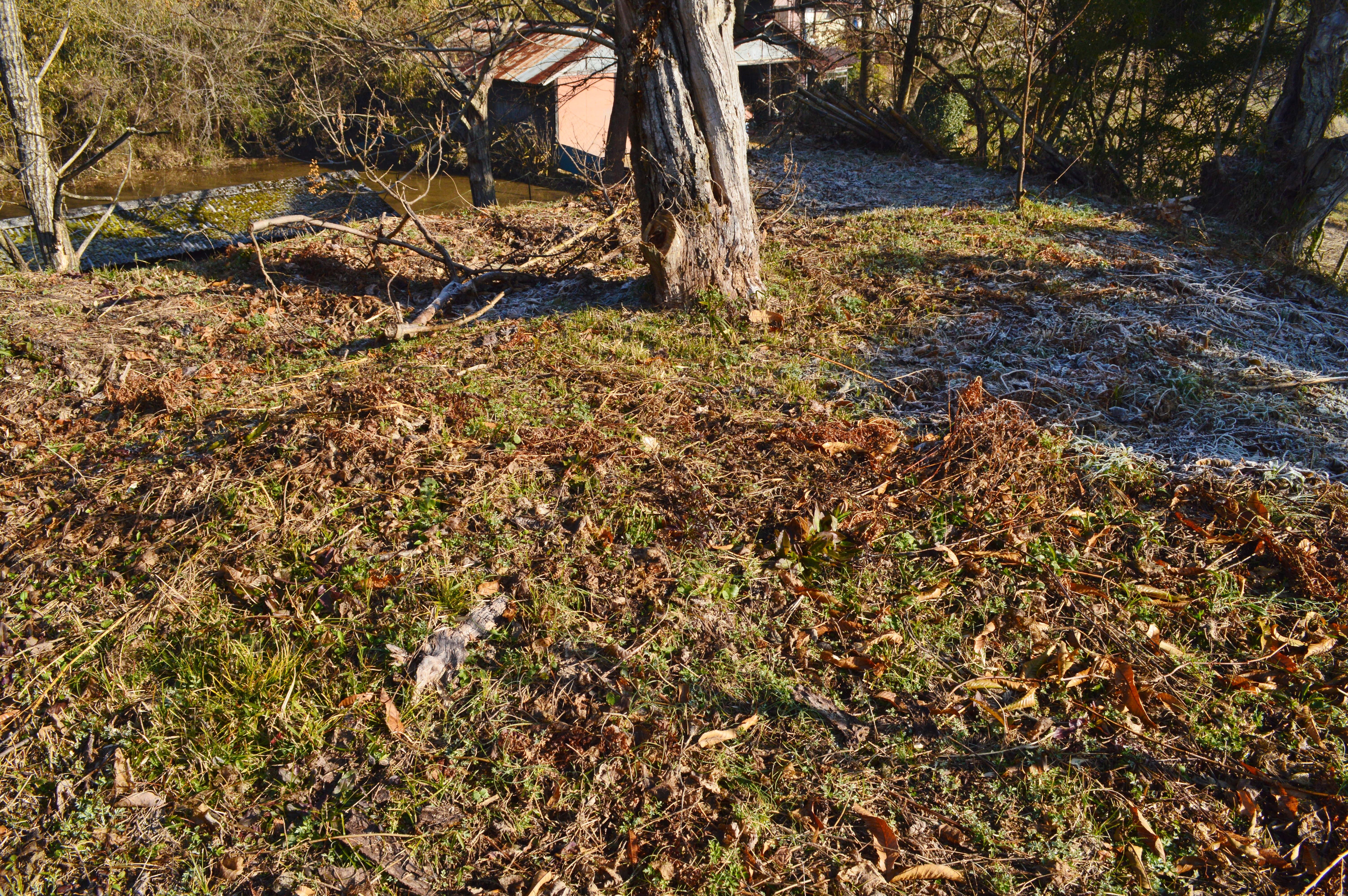
墳頂

丹波篠山市東部、篠山盆地東縁の独立丘陵の先端部に築造された古墳である。これまでに、墳丘北側で採土工事による削平を受けて埋葬施設が露出し古墳と判明したほか（現在は埋め戻し）、1963年（昭和38年）に多紀学生地方史研究会による測量調査が実施されている。
墳形は方形で、一辺35メートルを測る。墳丘は2段築成。墳丘外表では円筒埴輪・形象埴輪（家形・短甲・靫形埴輪）が検出されている。埋葬施設は粘土槨と推測される。副葬品としては鉄剣または鉄槍があったとされる。
築造時期は、古墳時代中期の5世紀前半（または5世紀中葉）頃と推定される。篠山盆地では丹波地方で最大規模の雲部車塚古墳（丹波篠山市東本荘）の築造が知られるが、本古墳は雲部車塚古墳の先行首長墓と想定される。また篠山盆地では多数の円墳が分布するが、盆地東部では本古墳や姫塚古墳といった方墳が分布する特徴がある。同時期の方墳の築造は福知山盆地や亀岡盆地でも知られ、それら地域との政治的関係を指摘する説もある。
古墳域は1970年（昭和45年）に兵庫県指定史跡に指定されている。

## 文化財

### 兵庫県指定文化財
- 史跡
  - 北条古墳 - 1970年（昭和45年）3月30日指定[1]。